# ناروتو (مضيق)

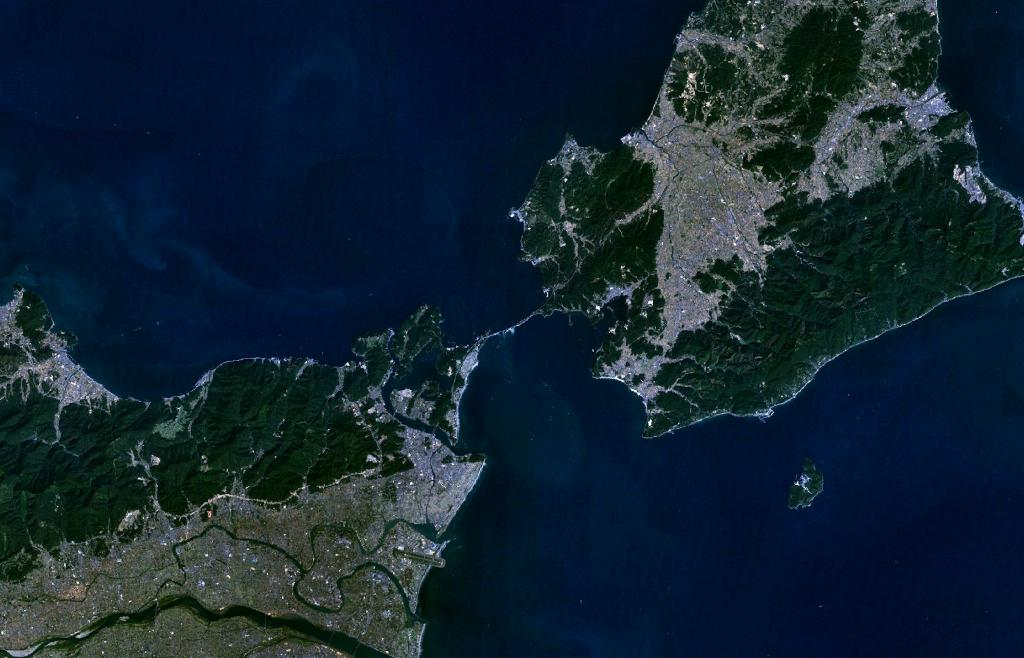
مضيق ناروتو

مضيق ناروتو (باليابانية: 鳴門海峡) هو مضيق يقع بين جزيرة أواجي ومنطقة شيكوكو في اليابان. من أبرز خصائص المضيق وجود دوامة تدعى دوامة ناروتو. ويمر فوق المضيق جسر أوناروتو وهو الجزء الجنوبي من جسر أكاشي كايكيو المعلق.